# Reserva biológica de la Cordillera de Sama
La Reserva Biológica de la Cordillera de Sama es un área protegida de Bolivia que abarca la cordillera de Sama. Se encuentra ubicada en la región oeste del departamento de Tarija, en las provincias Méndez (El Puente y San Lorenzo), Avilés (Yunchará y Uriondo), Cercado (Tarija) y Arce (Padcaya).
Fisiográficamente, ocupa la región de la cordillera oriental sur (cordillera de Sama), caracterizándose por su topografía de abruptas pendientes, mesetas y lagunas altoandinas. El clima del área varía de frío a templado (mesotérmico), y los valores de precipitación son inferiores a los 800 mm anuales.

## Valores y estado de conservación
Presenta una particular belleza escénica a partir del marcado gradiente altitudinal y la presencia de lagunas altoandinas. Existen sitios de valor arqueológico (ruinas de origen aborígenes, indígenas y pinturas rupestres). La Reserva puede ser reservativa de una notable diversidad de recursos genéticos, especialmente en relación con productos agrícolas tradicionales (tubérculos, maíz).
Las amenazas que enfrenta el área provienen principalmente del sobrepastoreo de ovinos, quemas incontroladas, extracción de leña, en especial de los relictos de Queñua, extracción de guano de aves (lagunas), caza furtiva de vicuña y aves acuáticas. Uno de los incendios más conocidos fue producido en agosto de 2017 debido a un fogón mal apagado provocando un incendio que duró 3 días devorando 14.000 hectáreas y cobrándose la vida de 3 personas. El incendio se produjo en erquis ceibal y se expandió dañando la mayor reserva de agua que es el rincón de la victoria, también dañando uno de los atractivos turísticos más grandes que es San Pedro de Sola, sin contar la pérdida de ganado

## Clima
El clima de la región es de semiárido variante a templado, según la variación altitudinal. El régimen de pluviosidad varía de subhúmedo a perhúmedo en las zonas de mayor exposición a las lluvias orográficas y neblinas, esto en un rango aproximado de 300 a 800 mm anuales. 
El rango altitud oscila entre 4.600 y 1.800 m s. n. m.

## Flora y Fauna
Flora : ecológicamente comprende ecosistemas altosubandinos como la pradera de llanuras subaltiplanas semiárida y las transiciones al valles secos mesotérmicos caracterizados por diferentes tipos de matorrales microfoliados disperso en gran parte del oeste de la cordillera y en el municipio, esto también deriva otros tipos de matorrales como los matorrales subdesérticos cálidos (semiaridos) en la partes limítrofes con San Lorenzo y en la ciudad de Tarija existe un tipo de matorral Mediterráneo. Destacan de forma especial en las zonas altas de la cordillera los bosquecillos relictuales de Polylepis y los yaretales de Azorella compacta.
Fauna: destaca un conjunto de especies de importancia para la conservación como el Cóndor (Vultur gryphus), el Puma (Felis concolor), la Vicuña (Vicugna vicugna), el Gato Andino o Titi (Felis jacobita), el Huemul también llamado en casos Venado, Ciervo o Taruca (Hippocamelus antisiensis), la Vizcacha (Lagidium viscacia), el Zorro Gris (Lycalopex griseus). Es probable que exista una población relictual de Guanaco (Lama guanicoe) correspondiente a una subespecie particular. También ha sido reportada sin confirmación al momento la existencia de Chinchilla (Chinchilla brevicaudata). Por otra parte destaca un importante conjunto de aves acuáticas altosubandinas, como ser las especies de Flamencos Chilenos, Flamencos de James y también algunos Flamencos Andinos.

## Atractivos turísticos
En la reserva se encuentra la Laguna Taxara donde se pueden observar aves que se encuentran en ella y apreciar el entorno del paisaje formado por la Cordillera de Sama, o realizar caminatas por sus alrededores; son posibilidades interesantes para quienes desean explorar la reserva.
Otros sitios de interés incluyen:
- Laguna Pujsara (Pujzara o Pugsara)
- Laguna Grande
- Balnearios naturales (San Pedro de Sola)
- Laguna Brava (Toroguaico)
- Trampa de vicuñas (Chorcoya Avilés)
- Dunas de Taxara (Tagsara, Tacsara o Tajzara)
- Caminos Indígenas: Está ubicado entre la Pampa de Taxara, Abra de Calderillas y Pinos Sud. Mantiene conservación estable en la zona de la cordillera, en su extensión hacia el valle y el chaco su conservación llega a ser en casos precaria. Se estima que los caminos fueron construidos en el período clásico por nativos e indígenas de la región. Los caminos son denominado por algunos como: "Senderos de la Cordillera" "Camino de La Patanca" o "Caminos de Sama".
- Cordillera de Sama: Parte baja y sur de la Cordillera Oriental, se caracteriza por tener profundas pendientes y mesetas. La cordillera establece un impresionante marco de las lagunas que se forman a sus pies, en uno de sus lados. Al otro, existen numerosas cuencas hidrográficas en las cuales es posible bañarse en ciertas épocas del año.  De las lagunas, es posible ascender a la cima del Muyuloma.

## Acceso
Para llegar a la reserva, el principal acceso es por la ciudad de Tarija, capital departamental, de la que está distanciada cerca de 105 km.  Es posible llegar a la reserva por bus, por la carretera a Villazón. Para recorrer a plenitud las distintas partes del área es recomendable ir en vehículo, propio o alquilado.

## Galería

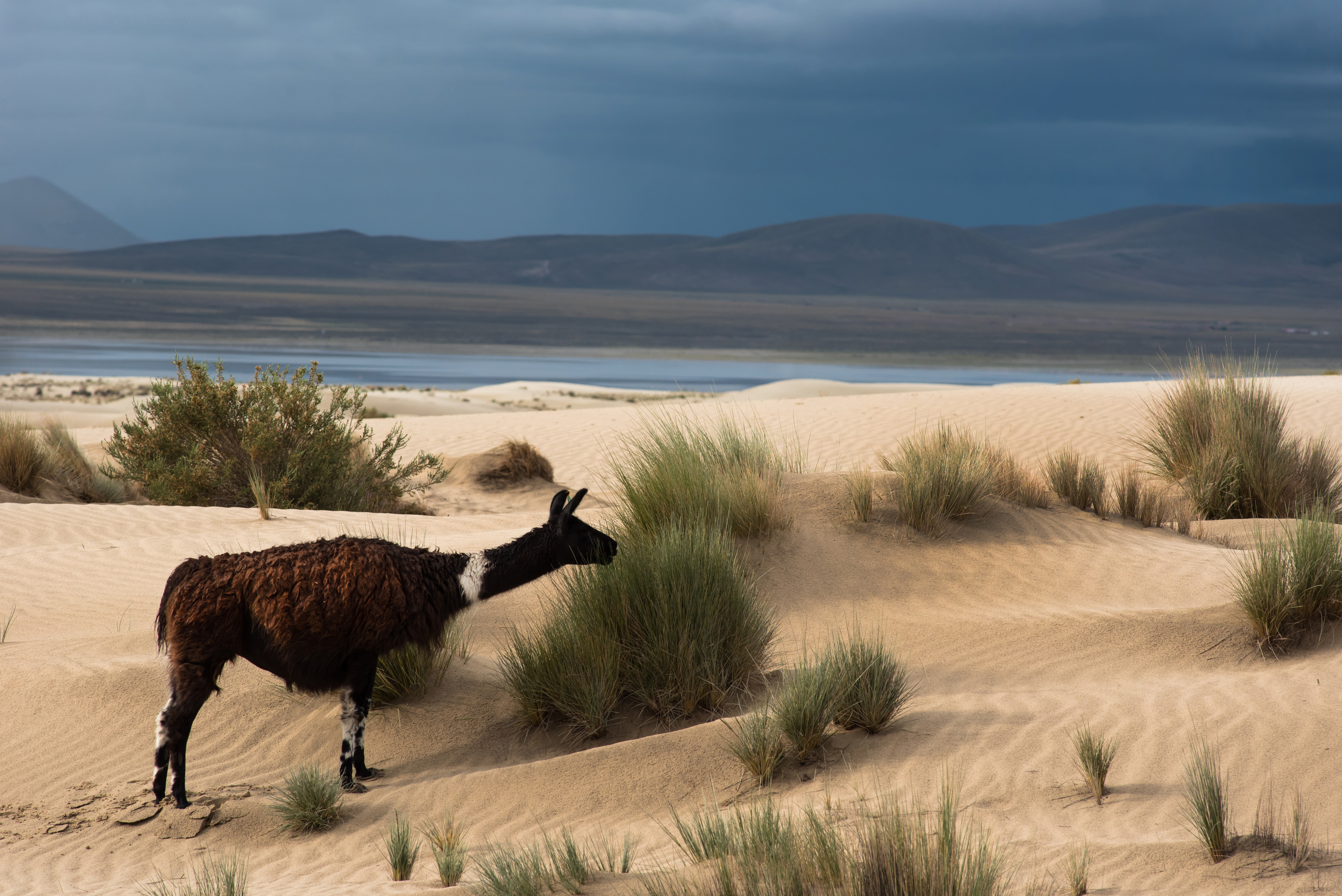
Llama en las dunas del Tajzara
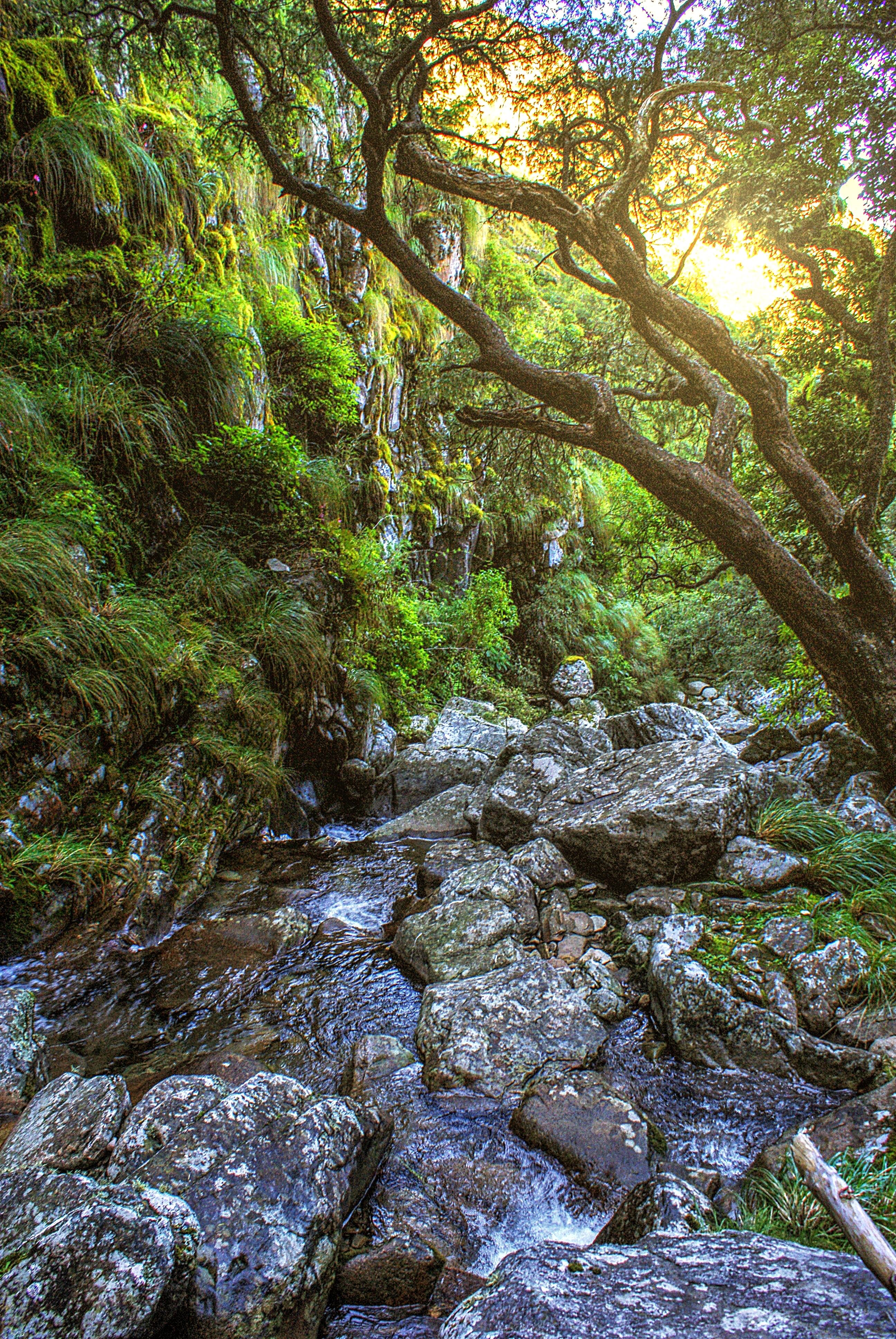
Zona con clima perhúmedo en la reserva
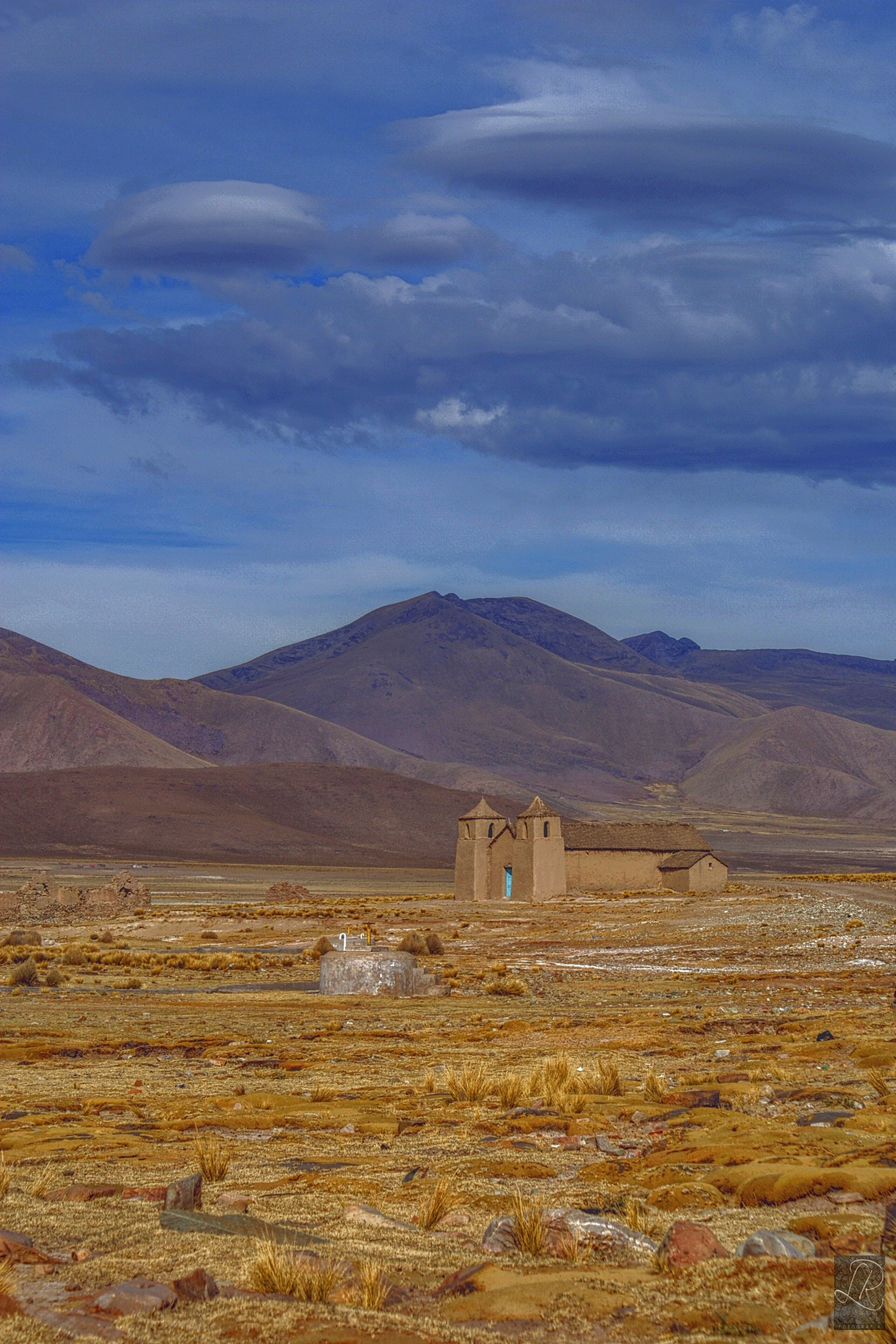
Zona con clima semiárido en la reserva
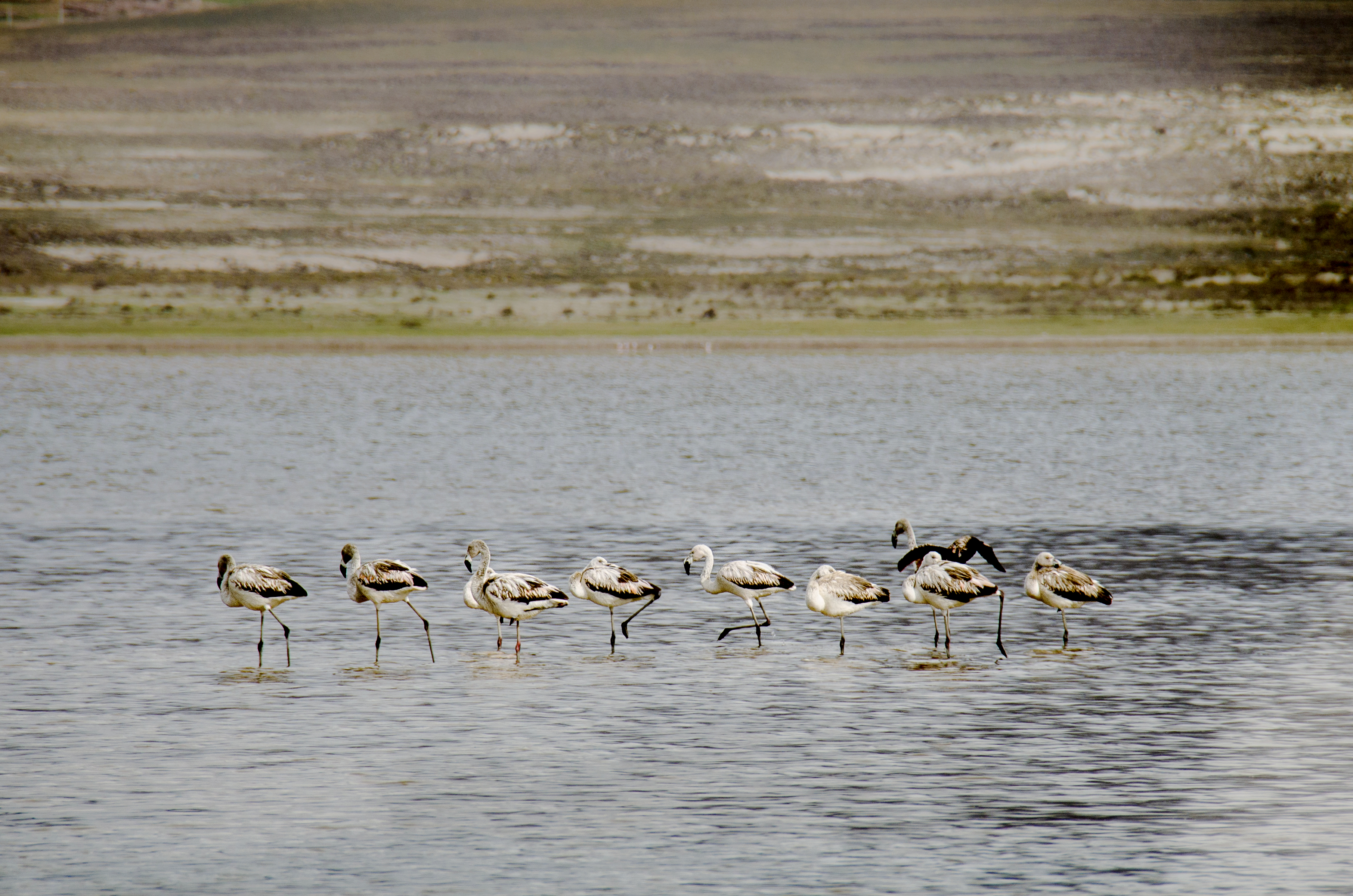
Flamencos en laguna Pujzara
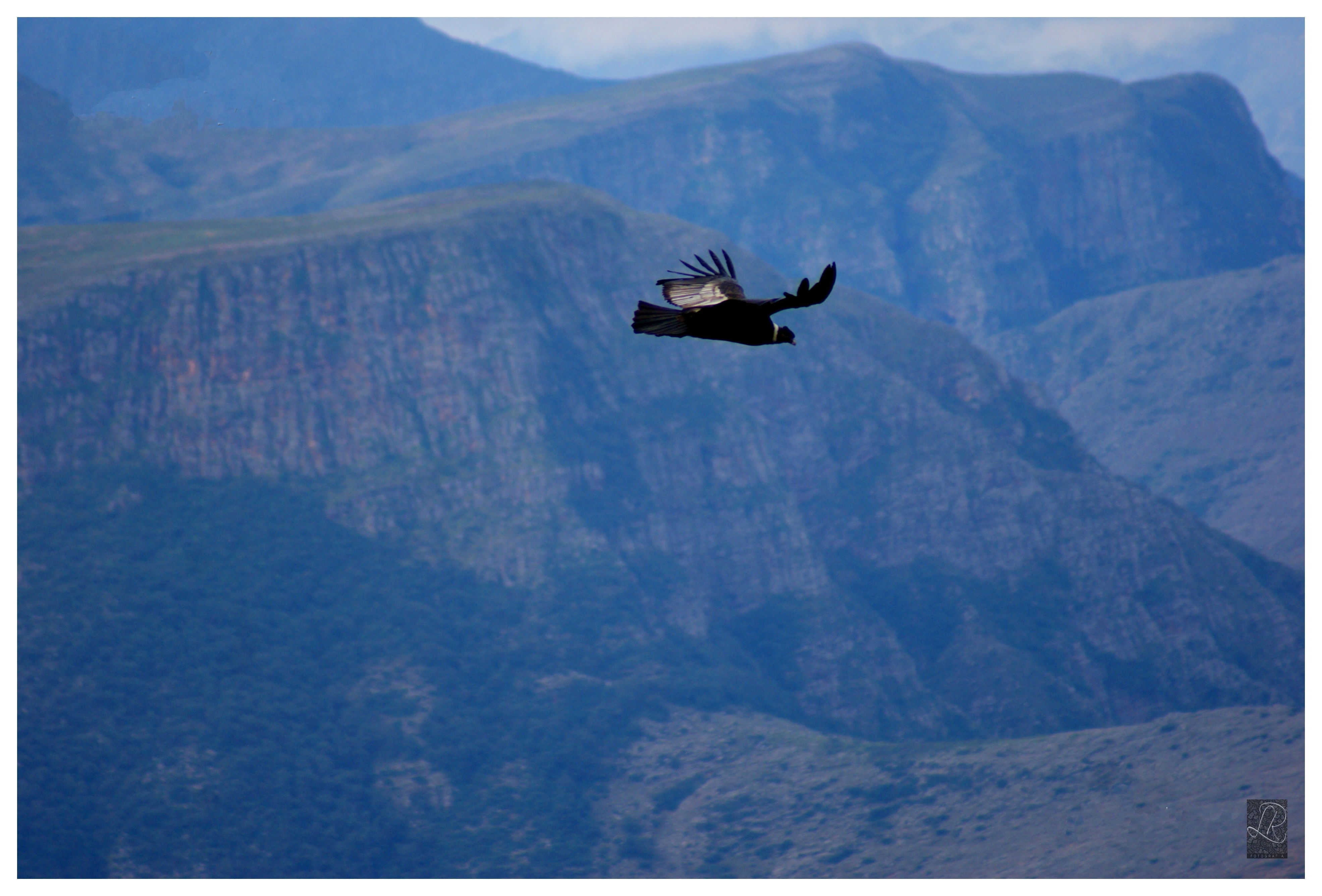
Cóndor sobrevolando la cordillera